# Vua bãi rác
Vua bãi rác (tiếng Anh: Foul King) là một bộ phim điện ảnh chính kịch tình cảm của Việt Nam năm 2002 được thực hiện bởi Hãng phim truyện Việt Nam do Đỗ Minh Tuấn làm biên kịch, đạo diễn, với nội dung xoay quanh câu chuyện về người đàn ông nắm quyền cai quản một bãi rác chuyên thu phí nhặt rác cũng như làm cò mồi bán các loại rác. Bộ phim có sự tham gia diễn xuất của Võ Hoài Nam, Nguyễn Bích Ngọc, Cường Túc, Trần Hạnh và Doãn Hoàng Kiên.
Tại thời điểm phát hành, Vua bãi rác đã nhận về nhiều giải thưởng tại các liên hoan phim trong nước và quốc tế, cũng như trở thành bộ phim điện ảnh đầu tiên do Việt Nam sản xuất ứng cử cho hạng mục phim nói tiếng nước ngoài hay nhất tại Giải Oscar, dù cuối cùng lại không xuất hiện trong danh sách đề cử chính thức sau đó. Tác phẩm ngoài ra còn được coi là dấu ấn "để đời" của diễn viên Võ Hoài Nam.

## Nội dung
Thủy là một cô gái bán hoa chuối dạo, vì hoàn cảnh nghèo khó nên cô nghe lời bố nuôi đi bán trinh tiết và mại dâm để có tiền chữa bệnh cho mẹ nuôi. Trọng là người khách đầu tiên của cô, nhận thấy hoàn cảnh éo le của Thủy nên Trọng đã tìm cách đón cô về ở cùng. Trọng vốn nắm quyền cai quản một bãi rác, chuyên thu tiền phí từ những người nhặt rác và làm cò mồi bán các loại rác "xịn" thông qua lão Thường. Dù có tính cách giang hồ quen luật rừng và không có sự thương xót với những hoàn cảnh kém may mắn; từ khi có Thủy,  Trọng dần thay đổi khiến đàn em không phục và tỏ thái độ chống đối. Những bất đồng quan điểm trong mối quan hệ giữa hai người đã khiến Thủy rời bỏ Trọng và quay về xóm cũ sống, trong thời gian này cô lọt vào mắt xanh của họa sĩ Long, trở thành cảm hứng cho một mối tình đơn phương. Khu xóm mà cô sống sau đó đã bị giải tỏa, cô cùng những người trong xóm dọn đến bãi rác của Trọng, ở đây cô bắt đầu dạy chữ cho bọn trẻ. Long cũng tình cờ đến đây để tìm cảm hứng vẽ và bắt đầu làm thân với Trọng. Tại bãi rác, Long đã dự kiến tổ chức một triển lãm tranh và nghệ thuật, cho đến khi Trọng phát hiện những bức tranh mà Long vẽ về Thủy. Trọng nổi cơn ghen và nghi ngờ Thủy, cho đến khi được giải thích thì anh mới chấp nhận cô.

## Diễn viên
- Võ Hoài Nam vai Trọng[4]
- Nguyễn Bích Ngọc vai Thủy[4]
- Công Lý vai Hòa[4]
- Doãn Hoàng Kiên vai Long[5]
- Lệ Hằng vai Liên ca-ve[4]
- Trần Hạnh vai Ông Hạnh[4]
- Đức Long vai Ông Thào
- Nguyễn Thị Tần vai Bà Thào
- Duy Hậu vai Thường
- Minh Phương vai Người hàng chuối
- Phương Thanh vai Bà chủ quán bar
- Cường Túc vai Văn

## Sản xuất và phát hành
Đỗ Minh Tuấn đã tham gia vào cả vai trò đạo diễn kiêm biên kịch của phim. Võ Hoài Nam là người được đạo diễn nhắm đến từ trước vào vai chính trong bộ phim. Vai nữ chính thì ban đầu được giao cho một diễn viên múa, tuy nhiên Nguyễn Bích Ngọc sau đó đã thay thế vai trò này vì người trước đó đột ngột bỏ vai không thông báo. Quá trình thực hiện phim mất bốn tháng để hoàn thành; trong đó để tạo lập bối cảnh cho các cảnh quay của bộ phim, đoàn làm phim đã tốn nửa năm để xây dựng một bãi rác trên bãi đất trống ven bờ sông Hồng, cũng như tìm gạch xây các căn nhà trên nền bãi phế liệu.
Trong quá trình quay, đạo diễn Đỗ Minh Tuấn và diễn viên chính Võ Hoài Nam xảy ra bất đồng, đạo diễn đã có ý định để nhân vật Trọng của Hoài Nam đột tử, thag đổi kết cục của phim. Nhà quay phim Nguyễn Đức Việt đã đứng ra hòa giải giúp giữ lại nội dung phim theo đúng kịch bản.
Bộ phim phát hành trong nước lần đầu vào tháng 10 năm 2002, đồng thời được đem đi công chiếu tại nhiều liên hoan phim trong nước và quốc tế, trong số đó có Liên hoan phim châu Á-Thái Bình Dương và Liên hoan phim quốc tế Palm Spring. Tháng 7 năm 2003, Vua bãi rác đã được một hãng phim Canada mua bản quyền phát hành và công chiếu tại các rạp, truyền hình và DVD trong vòng 10 năm, cũng như được 8 nước khác mua bản quyền. Năm 2007, bộ phim xuất hiện trong các suất chiếu của phòng chiếu phim IDECAF được tổ chức bởi Viện Trao đổi Văn hóa với Pháp. Phim cũng phát hành tới khán giả dưới dạng DVD vào năm 2010. Tác phẩm sau đó đã lên sóng trong khung giờ "Phim cuối tuần" trên kênh truyền hình VTV1 vào năm 2014.
Vào ngày 12 tháng 7 năm 2025, bộ phim một lần nữa được lên sóng trên truyền hình trong chương trình Cine 7 - Ký ức phim Việt trên kênh VTV3.

## Đón nhận
Tại thời điểm phát hành, Vua bãi rác nhanh chóng có được sự đón nhận của khán giả trong và ngoài nước vì đề cập một cách gai góc, sát gần với những thân phận cơ cực, nghèo khó của một bộ phận người trong xã hội Việt Nam, bằng lối kể chuyện chân thực và diễn xuất "bay bổng" của dàn diễn viên. Viết cho Variety, tác giả Robert Koehler đã xem bộ phim là "bước đột phá lớn" của Đỗ Minh Tuấn, ngoài ra khen ngợi kỹ thuật quay phim do Nguyễn Đức Việt thực hiện cùng phần nhạc phim của nhạc sĩ Trọng Đài. Tác phẩm cũng được coi là dấu ấn "để đời" đối với diễn viên Võ Hoài Nam khi giúp ông giành giải diễn viên trẻ xuất sắc tại Liên hoan phim châu Á-Thái Bình Dương lần thứ 47.
Vua bãi rác đã trở thành tác phẩm điện ảnh đầu tiên do Việt Nam sản xuất được chọn đem đi ứng cử hạng mục phim nói tiếng nước ngoài hay nhất tại giải Oscar, kéo theo nhiều bộ phim tương tự sau đó tham gia vào danh sách ứng cử hàng năm của giải, dù cuối cùng không xuất hiện trong danh sách đề cử chính thức do trễ thời hạn đăng ký. Vua bãi rác sau đó cùng với hai bộ phim khác của đạo diễn Đỗ Minh Tuấn đã được Viện phim Fukuoka, Nhật Bản mua về lưu trữ.

## Giải thưởng
| Năm  | Giải thưởng                                      | Hạng mục               | (Người) đề cử    | Kết quả       | Tham khảo     |
| ---- | ------------------------------------------------ | ---------------------- | ---------------- | ------------- | ------------- |
| 2002 | Giải Cánh diều                                   | Phim truyện điện ảnh   | —                | Cánh diều bạc | [ 11 ] [ 18 ] |
| 2003 | Liên hoan phim châu Á-Thái Bình Dương lần thứ 47 | Diễn viên trẻ xuất sắc | NSƯT Võ Hoài Nam | Đoạt giải     | [ 22 ]        |